# Prince Gyasi

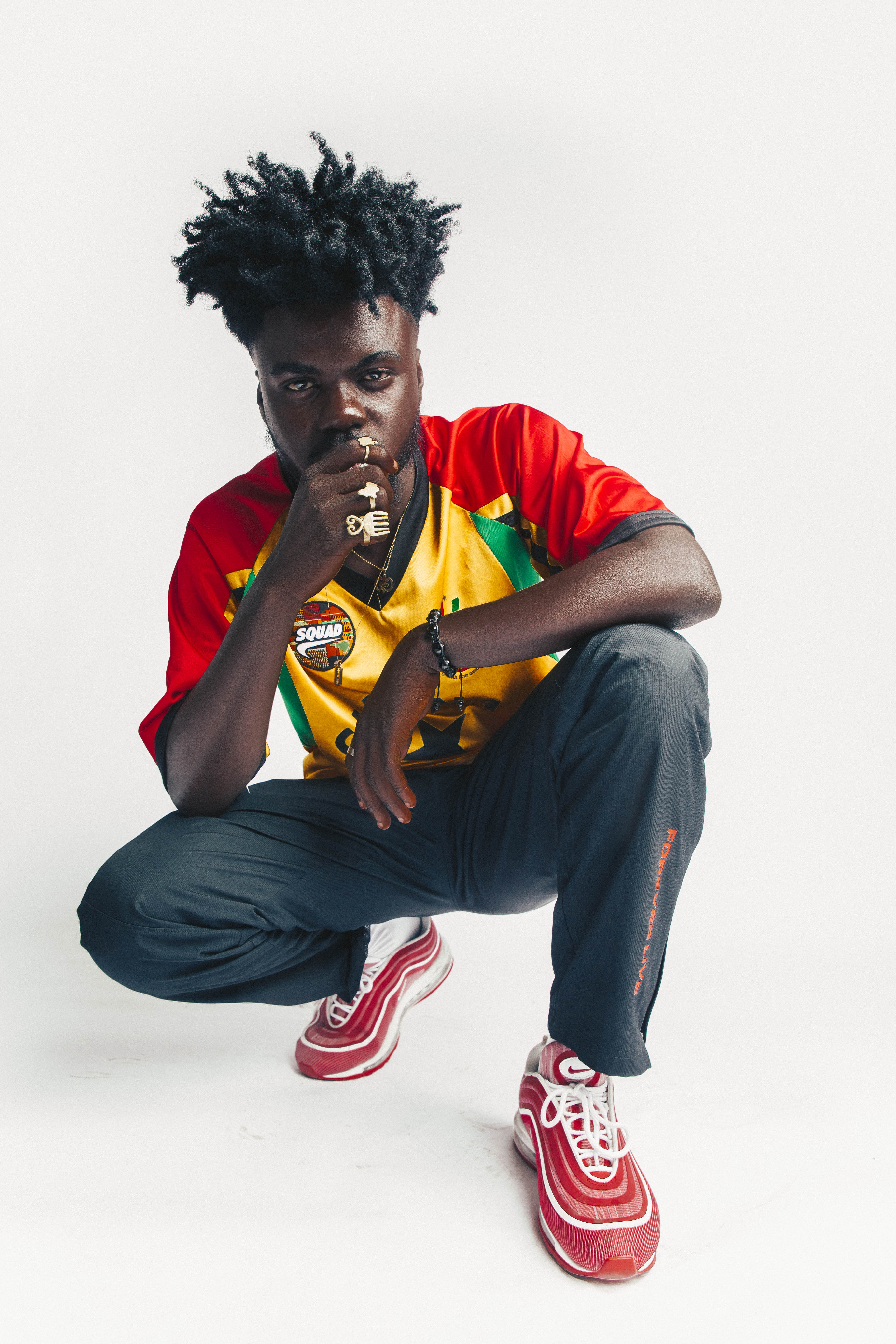
Prince Gyasi, 2019

Prince Gyasi Nyantakyi (* 30. dubna 1995), známý také pod uměleckým jménem Prince Gyasi, je ghanský fotograf a vizuální umělec. Je spoluzakladatelem neziskové organizace Boxedkids, která pomáhá dětem z Akkry získat vzdělání.

## Raný život
Gyasi získal své středoškolské vzdělání na střední škole Accra Academy v Akkře.

## Kariéra
Gyasi začal fotit v roce 2011 a v roce 2014 si koupil svůj první iPhone, což byl jeho primární nástroj, který v té době používal při vytváření svých uměleckých děl. Začal se snímky přátel, rodiny a modelek ze svého rodného města Ghany a pak si uvědomil, že může svůj telefon vážně používat jako nástroj pro uměleckou tvorbu, jako prostředek k vyjádření.
I když fotografoval pomocí DSLR a filmové kamery, natáčení pomocí iPhonu v té době představovalo způsob, jak odlišit jeho umění od jiných výtvarných umělců a fotografů, aby prolomil kódy tohoto jedinečného a elitářského umění. Jeho práce je o předávání pocitů prostřednictvím barev a dává slovo lidem, kteří zůstali stranou společnosti. Své použití barev skutečně považuje za zdroj terapie pro své publikum. Za jeho nejcharakterističtější témata lze považovat mateřství, otcovství, dětství.
Umělecká praxe autora v průběhu let ho přivedla k tomu, že se spokojil s každým médiem, které se rozhodl použít k sebevyjádření díky čemuž se stal vůdčí osobností Time's Next Generation ve vizuálním umění.

## Výstavy
Prince Gyasi spolupracuje s galerií Maāt. V roce 2018 podepsal smlouvu s Nil Gallery Paris, což mu umožnilo vystavovat svá umělecká díla na několika uměleckých veletrzích v USA.
Vystavoval na veletrhu současného umění v Seattlu, Texas Contemporary Art Fair, Artsy & Context Art Miami a pulse Contemporary Art Fair (Art Basel Miami). Prince také vystavil některá ze svých děl na veletrhu Investec Cape Town Art Fair v Jihoafrické republice. Poprvé vystavoval na Paris Photo v Grand Palais Ephémère ve dnech 11. až 14. listopadu 2021.

### Mezinárodní festival fotografie KYOTOGRAPHIE
Prince byl předním umělcem během 10. výročí Mezinárodního festivalu fotografie KYOTOGRAPHIE. Jeho samostatná výstava se konala v třípatrové budově v Kjótu, kde byla celá věnována jeho práci.

### Skupinová výstava v Museo de Arte do Rio
Princeova díla se také objevila na skupinové výstavě "Um defeito de cor" v Museo de Arte do Rio od 10. září 2022 do 21. května 2023.

## Spolupráce

### A Great Day In Accra
V prosinci 2018 byl pověřen společností Apple, aby pracoval na projektu v Ghaně s názvem A Great Day In Accra, jehož cílem bylo propagovat hudební žánr Hiplife v Ghaně do světa. V tomto projektu fotografoval ghanské hiplife hudebníky jako jsou například: Gyedu-Blay Ambolley, Reggie Rockstone, Okyeame Kwame, Rab Bakari, Abrewa Nana, Hammer of The Last Two, Beat Menace, Gurunkz, Joey B, EL (rapper), DJ Breezy, Stargo, Kirani Ayat, rapper Akan, Kiddblack, Ansah Live, Imani NAD, Toyboi, Kwesi Arthur nebo Shadow.

### Vydání GQ léto/jaro 2020
V prosinci 2019 byl Prince pověřen vedením GQ Style vyfotografovat Burna Boy pro jejich letní/jarní vydání 2020 v Ikoyi v Lagosu. Série byla nazvána „Global Giant“ jako odkaz na vydání Burnova alba „African Giant“.

### Spolupráce s firmou Off-White
Prince byl uveden v kolekci Virgila Abloha pro jaro/léto 2021 značky Off-White, která měla premiéru v únoru na Imaginary TV. Vystupoval po boku nového kreativního obsazení Virgila Abloha; milánský choreograf Michele Rizzo a japonský DJ Kiri Okujama, všechno rockové oblečení z nové řady.
Prince také modeloval novou kolekci Off-White SS21, která byla uvedena na Farfetch v březnu 2021.

### Naomi Campbell pro Madame Figaro
Dne 26. března 2021 byl Prince pověřen madame Figaro France vyfotografovat Naomi Campbellovou pro titulní obrázek tohoto čísla. Fotografování navrhl Jenke Ahmed Tailly a bylo realizováno v Lagosu během Arise Fashion Week.

### Říjnové vydání magazínu GQ
V září 2021 byl Prince pověřen časopisem GQ, aby vyfotografoval Wizkida pro jeho říjnové vydání v Akkře v Ghaně. Wizkid byl po tomto fotografování, které navrhla Karen Binns, korunován časopisem GQ jako „král Afropopu“.

### Kolekce Balmain podzim 2022
Na podzim roku 2022 byl pověřen hlavním designérem Balmainem Olivierem Rousteingem, aby převyprávěl příběh Le Petit Prince prostřednictvím snímků, které nafotil pro kolekci podzim 2022.

### Kampaň Converse #CreateNext
V říjnu 2022 spolupracoval s americkou obuvnickou fírmou Converse na jejich kampani Create Now a Create Next, při které se podílel na vzniku filmu.

### Kalendář 60. výročí Pirelli
V roce 2024, na oslavu 60. výročí The Cal, se stal prvním černošským fotografem, který vytvořil edici kalendáře Pirelli. V tomto vydání Prince fotografoval pro The Cal následující osobnosti: Otumfuo Nana Osei Tutu II, Naomi Campbell, Margot Lee Shetterly, Angela Bassettová, Amanda Gormanová, Tiwa Savage, Idris Elba, Jeymes Samuel, Amoako Boafo, Teyana Taylor a Marcel Desailly.

### Balmain kolekce podzim 2024
V lednu 2024 Prince spolupracoval s kreativním ředitelem Balmain Olivierem Rousteingem na reprodukci jeho obrázků na oděvech a jejich přeměně na oblečení.

## Sbírky
Autorova umělecká díla v březnu 2022 vstoupila do uměleckých sbírek Jeana Pigozziho, sbírek Françoise Pinault Art Foundation. La Fab (Umělecká nadace Agnes) získala a integrovala jeho díla do skupinové výstavy, kterou kurátorsky připravila a představila Agnès b. Výstava s názvem "L'enfance dans la collection Agnès byl věnován dětství a konal se od 24. února do 30. června 2022 v La Fab v Paříži. Od 12. července do 21. srpna byla jeho díla začleněna do skupinové výstavy Bande-Annonce, což je výstava konaná v Pole of Contemporary Art v Cannes, která představuje část sbírky současného afrického umění Jeana Pigozziho.

## Trh s uměním
Gyasi je v současné době zastoupengalerií Maāt a dříve byla s Nil Gallery v Paříži ve Francii. V roce 2022 se jeho Power of Choice (poslední vydání 2021) prodal za 20 160 EUR v Christie's v Londýně, Somerset House. Jeho Symboly ženství (poslední vydání 2018) se v Christie's prodalo za 11 340 GBP a jeho dílo The Arrival (poslední vydání) se na aukci Phillips prodalo za 44 100 EUR.

## Uznání
- Vanity Fair ho zmínil jako jednoho z 9 nejlepších vizuálních umělců v roce 2018.[39]
- Prince Gyasi byl součástí pěti černošských fotografů, se kterými Good Morning America hovořili o jejich práci a o historické obálce Vogue s Beyoncé.[40]
- Prince Gyasi byl uveden na BBC Africa za jeho výjimečný způsob pořizování snímků pomocí iPhonu.[41]
- Prince byl také představen CNN jako jeden ze sedmi předních afrických fotografů z celého kontinentu.[42]
- CNN opět uvedla Prince,  jak se jeho práce pro mnoho jeho následovníků mění v terapii barvami. Článek také zmínil, že Prince byl jedním z nejtypičtějších umělců na uměleckém trhu Artsy, který se v roce 2020 posunul z 54. na 2. místo[43]
- Princova umělecká díla nabízená na veletrzích na Artsy v roce 2021 měla největší počet sběratelů dotazujících se na ně než kterýkoli umělec na platformě.[44]
- Prince byl také v roce 2023 uznán časopisem Time jako Next Generation Leader za svou práci v oblasti výtvarného umění.[45]

## Přednášky a vystoupení

### Světové fórum Skoll 2019
Prince Gyasi byl pozván dne 9. dubna 2019, aby přednesl projev o své tvůrčí práci během Světového fóra Skoll 2019 na Oxfordské univerzitě v Londýně. Během svého projevu hovořil o příbězích za jeho uměleckým dílem a jeho vlivech. Mluvil také o své neziskové organizaci Boxed kids, kterou spoluzaložil.